# Базановская волость
Базановская волость — волость в составе Бирского уезда Уфимской губернии. Волостной центр располагался в селе Базаново. Ныне территория Бирского и Кушнаренковского районов Республики Башкортостан.

## География
Местность большею частью ровная, с незначительными холмами и кустарником.

## Состав
По данным на 1913 год в состав волости входили 33 селения:
- Айбашева
- Акуди
- Акудибашева
- Андреевский (ныне  Андреевка)
- Базаново (ныне Старобазаново) — волостной центр
- Бардовка (Каширино, Князево)
- Вознесенка
- Князева[1]
- Кондаковка
- Коянова
- Кузова
- Кусекеево
- Маядык  (ныне Маядыково)
- Ново-Базанова
- Ново-Десяткина
- Ново-Ежево[2]
- Ново-Елгашева
- Ново-Елгашевский (выселок)
- Ново-Печенкино
- Пенькова (ныне Пеньково)
- Печенкино
- Поповка
- Пушкарева, она же Пушкарёвка, Самутина
- Средне-Базанова
- Старо-Базанова
- Старо-Ежева
- Старо-Елгашева
- Усакова
- Чатова
- Чирши-Тартышева
- Чишма
- Шелканова
- Ямская

На 1906 год в волости всего 32 селения.

## Население
На 1906 год  жителей 10976 душ обоего пола (5466 мужчин, 5510 женщин).  

## Инфраструктура
По справочнику 1906 года: преобладающий род занятий населения — земледелие, всего 1857 дворов.